# Into You
«Into You» es la cuarta canción y segundo sencillo oficial del álbum Dangerous Woman de la cantante y compositora norteamericana Ariana Grande. Fue estrenada el viernes, 6 de mayo de 2016 aún sin ser anunciado como un sencillo oficial. Existe un remix con el fallecido productor musical y cantante Norteamericano Mac Miller.

## Composición y recepción crítica
La composición estuvo a cargo de Grande quien trabajó con Alexander Kronlund, Ilya Salmanzadeh, Max Martin y Savan Kotecha, estos dos últimos encargados de la producción de la canción. "Into you" es la segunda canción del género Dance de Grande luego de su éxito "Break Free" que se desprende de su segundo álbum My Everything, no obstante las dos canciones distan bastante una de otra en ritmo, interpretación y lírica.
Jessie Morris de Complex alabó en general la producción de la canción, diciendo: "Grande viaja por un agujero de conejo de seductoras voces que hierve a fuego lento en alguna profundidad, una palpitante producción hirviendo antes en el coro donde una movida linea de atrás de disco explota en una monstruosa club de gancho listo".
Rachel Sonis de Idolator también le dio a la canción una reseña positiva, diciendo que la canción "puede ser su más escandalosa aún", y ese "Into You" es, simplemente puesto, una masiva melodía de club. Su monstruoso ritmo EDM-pop es recordativo de My Everything, y el coro pegajoso de la canción definitivamente tendrá a todos en la pista de baile en segundos".
Lewis Corner de Digital Spy llamó a la canción una "explosión masiva", diciendo que tuvo "un sólido gancho de melodía pegajosa que es seguro de dominar el radio en los próximos meses". También señaló que una referencia posible de "A Little Less Conversation" de Elvis Presley y "Touch My Body" de Mariah Carey fue hecha en el coro donde Grande canta "A little less conversation and a little touch my body".

## Rendimiento comercial
"Into You" debutó en el Billboard Hot 100 de Estados Unidos en el número 83, pero desapareció de la tabla en su segunda semana. Volvió a entrar a la tabla en el número 51 en la semana programada del 11 de junio de 2016. Llegó a alcanzar la posición número 13 en el Hot 100 y número 5 en iTunes. La canción entró en diversas listas musicales de más de veinte países, gozando de buena recepción comercial en dichos países.

## Presentaciones en vivo
Grande cantó la canción por primera vez en televisión en los Billboard Music Awards 2016. La interpretación fue enumerada como una de las mejores de la noche por editores de Billboard, Rolling Stone y Time. En dicha presentación ella cantó junto a un piano la canción «Dangerous Woman» durante un breve momento y luego junto con todo un cuerpo de baile masculino cantó «Into You». La presentación culminó con un show de pirotecnia rosa detrás del escenario.
La canción se presentó en el concierto de "Vevo presents" llevado a cabo en la ciudad de Nueva York y se subió a su canal oficial: ArianaGrandeVevo.
Grande también interpretó "Into You" en la final de la temporada 10 de The Voice junto con la celebrada cantante Christina Aguilera.

## Vídeo musical
El vídeo musical está dirigido por la directora estadounidense Hannah Lux Davis, con quien Grande ya había trabajado en la dirección de "Bang Bang" "Focus" y "Love Me Harder". En el video podemos ver a una muy madura y sensual Ariana Grande; en varias escenas aparece con un short de jean corto con un brasier negro y una camisa de jean con flecos mientras canta con el viento del desierto haciéndole flamear su cabellera, en otros momentos la podemos ver con su novio yendo en motocicleta hacia el atardecer del desierto y al anochecer parando en un motel, ellos se ríen, corren, se besan, comen, beben, juegan a las cartas y lo pasan muy bien juntos, habiendo pasado más de la mitad del video, aparece Ariana con un vestido negro largo en una fiesta junto a un hombre distinto, ambos son fotografiados por los paparazzi y ahí nos enteramos que con quien ella estuvo en el desierto era el guardaespaldas de su novio con el que no se llevaba muy bien y que estaba con él solo como imagen para las cámaras. Al final del video Ariana se va de la fiesta y el guardaespaldas, quien la amaba, la sigue. El personaje del guardaespaldas lo protagoniza un conocido concursante modelo estadounidense de America's Next Top Model (Ciclo 20): Don Benjamin.

## Listas
| Lista (2016)                                | Mejor posición |
| ------------------------------------------- | -------------- |
| Argentina (Monitor Latino)                  | 1              |
| Argentina (LOS40 Argentina)                 | 1              |
| Alemania (Offizielle Deutsche Charts)       | 49             |
| Australia (ARIA)                            | 11             |
| Austria (Ö3 Austria Top 40)                 | 46             |
| Bélgica (Flandes) (Ultratop 50)             | 29             |
| Bélgica (Valonia) (Ultratip Bubbling Under) | 31             |
| Canadá (Canadian Hot 100)                   | 14             |
| Colombia (Los 40 Principales)               | 11             |
| Corea del Sur (International Chart Gaon)    | 65             |
| Escocia (Scottish Singles Sales Chart)      | 11             |
| Eslovaquia (Rádio Top 100)                  | 61             |
| España (Top 100 Canciones)                  | 43             |
| Estados Unidos (Billboard Hot 100)          | 13             |
| Estados Unidos (Hot Dance Club Songs)       | 8              |
| Estados Unidos (Mainstream Top 40)          | 8              |
| Francia (SNEP)                              | 64             |
| Grecia Digital Songs (Billboard)            | 4              |
| Guatemala (Monitor Latino)                  | 14             |
| Hungría (Single Top 40)                     | 17             |
| Irlanda (IRMA)                              | 12             |
| Italia (FIMI)                               | 29             |
| Japón (Japan Hot 100)                       | 25             |
| Letonia (Latvijas Top 40)                   | 20             |
| Noruega (VG-lista)                          | 25             |
| Nueva Zelanda (Recorded Music NZ)           | 9              |
| Países Bajos (Dutch Top 40)                 | 13             |
| Países Bajos (Mega Single Top 100)          | 21             |
| Reino Unido (UK Singles Chart)              | 14             |
| Suecia (Sverigetopplistan)                  | 31             |
| Suiza (Schweizer Hitparade)                 | 34             |

## Certificaciones
| País | Organismo certificador | Certificación | Ventas certificadas | Ref.          |
| --- | ---------------------- | ------------- | ------------------- | ------------- |
| Alemania | BVMI                   | Oro           | 200 000             | [ 31 ]        |
| Australia | ARIA                   | 3x Platino    | 210 000             | [ 32 ] [ 31 ] |
| Bélgica | BEA                    | Oro           | 5.000               | [ 33 ] [ 31 ] |
| Brasil | ABPD                   | Diamante      | 160 000             | [ 34 ]        |
| Canadá | Music Canada           | 4x Platino    | 320 000             | [ 35 ] [ 31 ] |
| Colombia | ASINCOL                | Oro           | 10 000              | [ 36 ] [ 31 ] |
| Dinamarca | IFPI Dinamarca         | Oro           | 80 000              | [ 37 ] [ 31 ] |
| España | PROMUSICAE             | Oro           | 50 000              | [ 38 ] [ 31 ] |
| Estados Unidos | RIAA                   | 3x Platino    | 3 000 000           | [ 39 ] [ 31 ] |
| Francia | SNEP                   | Oro           | 100 000             | [ 40 ] [ 31 ] |
| Italia | FIMI                   | 2x Platino    | 100 000             | [ 41 ] [ 31 ] |
| Nueva Zelanda | RMNZ                   | Platino       | 40 000              | [ 42 ] [ 31 ] |
| Polonia | ZPAV                   | 2x Platino    | 100 000             | [ 43 ] [ 31 ] |
| Reino Unido | BPI                    | Platino       | 600 000             | [ 44 ] [ 31 ] |
| Suecia | GLF                    | 2x Platino    | 150 000             | [ 45 ] [ 31 ] |
| Las ventas y certificaciones pueden tener en ciertos casos una modificación como resultado de la recopilación entre ventas/stream estipuladas por cada país. |                        |               |                     |               |